# Urophora tresmilia
Urophora tresmilia är en tvåvingeart som beskrevs av Steyskal 1979. Urophora tresmilia ingår i släktet Urophora och familjen borrflugor.
Artens utbredningsområde är Guatemala. Inga underarter finns listade i Catalogue of Life.